# Xã Letterkenny, Quận Franklin, Pennsylvania
Xã Letterkenny (tiếng Anh: Letterkenny Township) là một xã thuộc quận Franklin, tiểu bang Pennsylvania, Hoa Kỳ. Năm 2010, dân số của xã này là 2.318 người.